# Christian Friedrich Koch
Christian Friedrich Koch (* 9. Februar 1798 in Mohrin; † 21. Januar 1872 in Neiße) war ein deutscher Jurist. Er gilt als einer der wichtigsten Schriftsteller des preußischen Rechts im 19. Jahrhundert.

## Leben

Denkmal an Christian Friedrich Koch, vor der ehemaligen Erziehungsanstalt in Mohrin. Bildhauer: Heinrich Wefing

Als Sohn eines mittellosen Tagelöhners aus ärmlichsten Verhältnissen stammend, wurde Christian Friedrich Koch einer der bedeutendsten Vertreter der preußischen Zivilrechtswissenschaft des 19. Jahrhunderts. Die Grundlagen seiner Bildung erwarb er autodidaktisch beim Hüten der elterlichen Gänse und Ziegen auf der Weide, stets mit Schiefertafel und Stift und später mit Papier, Bleistift und Büchern versehen. Zunächst absolvierte er eine Schneiderlehre, wobei er nebenbei beim Stadtrichter Scheibler in seiner Heimatstadt als Abschreiber tätig war, wo er die ersten Einblicke in Rechtsangelegenheiten erhielt. Durch die Vermittlung einer mütterlichen Freundin erhielt er bei einem Kanzlisten am Oberlandesgericht Soldin eine Stelle. Trotz seiner beschränkten finanziellen Mittel beschloss er die ihm nicht zusagende Stelle als Justizactuar am Patrimonialgericht Reppen aufzugeben um sich die nötigen Kenntnisse anzueignen, um höhere Ämter ins Auge zu fassen. Er legte die Maturitätsprüfung ab und studierte bis 1825 unter Savigny, danach wurde er Auscultator, sowie sechs Wochen später Referendar und veröffentlichte 1826 seine erste ihm sofort einen Namen verschaffende Schrift „Versuch einer systematischen Darstellung der Lehre vom Besitz nach preußischem Recht im Vergleich mit dem gemeinen Recht“. Nach der Ablegung der großen Staatsprüfung lernte Christian Friedrich Koch in Köln und Aachen das französische Staatsrecht kennen. 1829 wurde er an das Oberlandesgericht in Marienwerder, 1832 als Director des Stadt- und Landgerichts nach Kulm und 1835 zum Rath am Oberlandesgericht in Breslau befördert. 1840 wurde er Gerichtsdirektor in Halle an der Saale, 1841 in Neiße. 1854 trat er in den Ruhestand und widmete sich seiner literarischen Arbeit, unter anderem dem bedeutenden Kommentar zum Allgemeinen Preußischen Landrecht.
Den größten Teil seines Vermögens von mehr als 300.000 Mark vermachte er testamentarisch seiner Vaterstadt Mohrin zur Errichtung einer Erziehungsanstalt für Kinder aus armen Verhältnissen.

## Schriften
Zu den von Christian Friedrich Koch verfassten Schriften gehören:
- Versuch einer systematischen Darstellung der Lehre vom Besitz nach preußischem Recht im Vergleich mit dem gemeinen Recht. 1826.
- Anleitung zum Referieren und zum Aufsetzen der Erkenntnisse bei preußischen Gerichtshöfen. 1832.
- Die Juden im preußischen Staate. 1833.
- Die Lehre vom Besitz nach preußischem Recht. Breslau, 1839. (E-Book, Faksimile, ISBN 978-3-941919-09-9, Potsdam 2009)
- Lehrbuch des preußischen gemeinen Privatrechts. 1845/1846
- Allgemeines Landrecht für die preußischen Staaten ... hg. mit Kommentar in Anmerkungen. 1852–1856.  (3./4. Aufl. online in der Digitalen Bibliothek des MPI)